# وادي ديمران
وادي ديمران (بفتح أوله وسكون ثانيه) من أودية تهامة بلقرن تسيل مياهه من جبل ظلمان ومن جبل الأخدع باتجاه الجنوب حتى يلتقي مع وادي الخيطان - أحد روافد وادي قنونا - شمال بلدة المعقص، وعليه كثير من قرى بني سهيم من بلقرن.